# 歩騭
歩 騭（ほ しつ）は、中国三国時代の呉の武将・政治家。字は子山。徐州臨淮郡淮陰県の人。子は歩協・歩闡。孫は歩璣・歩璿。同族に歩練師（孫魯班・孫魯育の母）。

## 生涯

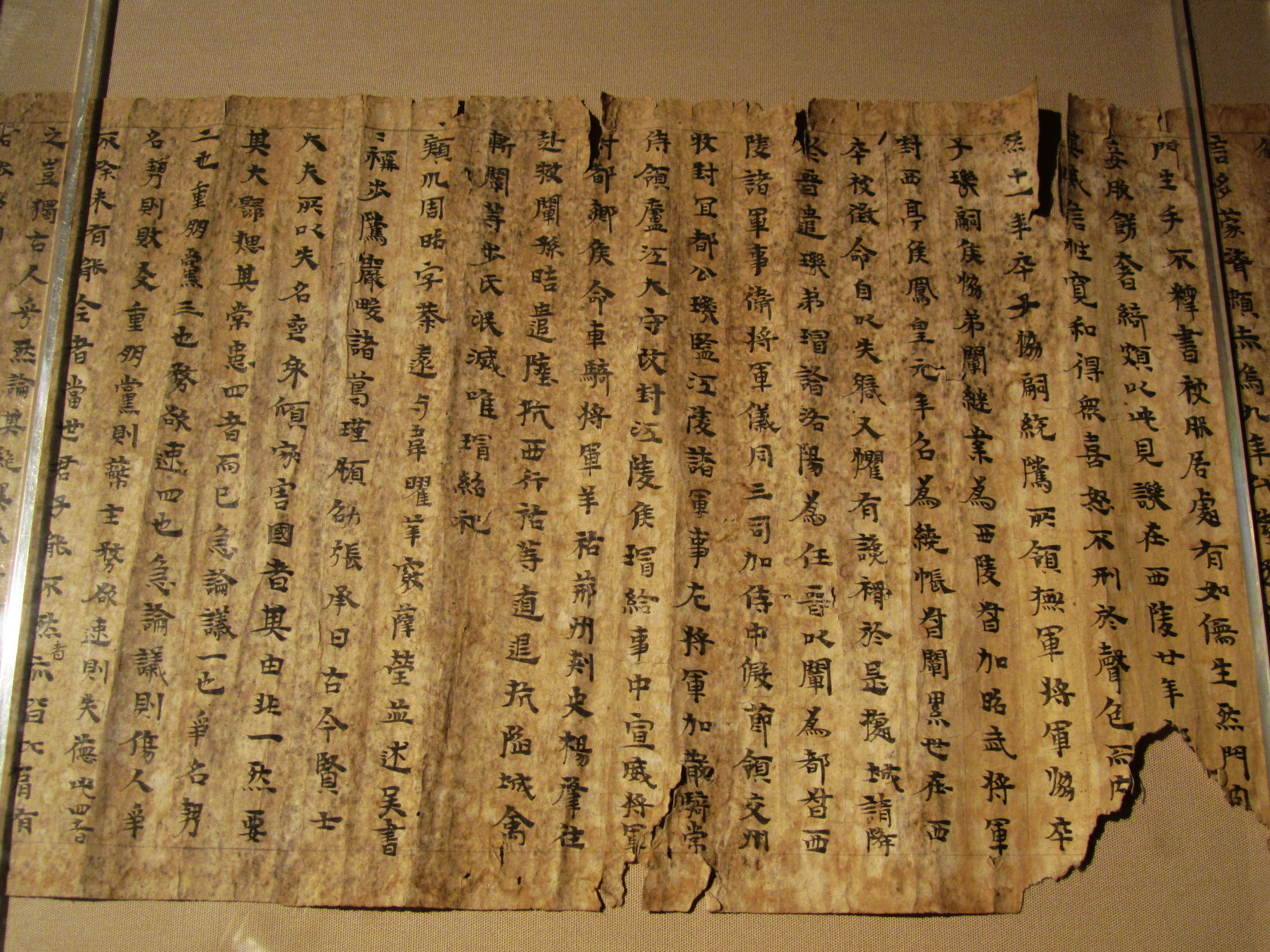
三国志の歩𨽥傳

中央の戦乱を逃れて江東に移った。貧しかったため、瓜を植えて生活費を稼ぎ、昼は肉体労働に精を出し、若い頃に昼は瓜を売って生計を成し、夜は経書やその解釈をして勉強をした。このときに行動を共にしたのが広陵の衛旌という人物であった。あるとき生計を図るために、会稽の焦矯という豪族に取り入らざるを得なくなった。焦矯が歩騭達を見下してぞんざいに扱ったため、衛旌が屈辱に憤慨したものの、歩騭は平然と応対したという。
官に就いた後、1年ほどして病気で免職となったが、親友である諸葛瑾や厳畯とともに呉郡に出て来たという。
孫権が討虜将軍となり将軍府を開府すると、歩騭は召し出され主記・海塩県令となった。孫権は車騎将軍になると彼を召し返し、東曹掾とした。『呉書』によると、孫権が徐州牧となった時、治中従事となり茂才に推挙されたという。また時期は不明だが、鄱陽の不服住民であった彭虎討伐に董襲・凌統・蔣欽と共に出陣している。
建安15年（210年）には新設された鄱陽太守に任命された。同年、交州刺史、および立武中郎将となり任地に向かった。翌年には使持節・征南中郎将となっている。
当時の交州は、呉巨と士燮の一族が割拠していた。呉巨は劉表が任命していた頼恭を追放し、孫権を後ろ盾として自立しようとしていた。しかし歩騭は呉巨が異心を抱くのを見し、表面的には友好的な接し方をした上で、会見の場で斬殺した。これにより歩騭の威名が鳴り響くようになると、士燮一族も孫権に従属するようになった。交州刺史の張津が殺害された後、張津配下の夷廖・銭博らは交州で割拠していたが、孫権が歩騭を交州刺史として赴任すると討伐された。歩騭は水軍を率いて交州各地を転戦し、反乱を全て平定した。
延康元年（220年）、刺史の職を呂岱と交代することになり、新たな任地である長沙に向かったが、交州の人々に慕われたため義士が一万人ほどになったという。この頃、蜀漢が荊州に遠征し（夷陵の戦い）、隣接する武陵の蛮族もそれに呼応して、不穏な動向を示しつつあった。歩騭は孫権の命令で、蠢動する武陵の異民族を益陽で牽制する役目を担い、蜀が敗北し呉が勝利した後も不服従民を平定した。黄武2年（223年）、右将軍・左護軍となり、臨湘侯に封じられた。雍闓が士燮を通して呉に誼を求めてくるようになると、歩騭は孫権に取り成しを約束し、その服従を受け入れた。その功績で平戎将軍を加官され、広信侯に封じられた。
黄武5年（226年）には節を与えられ、長沙の漚口に駐屯した。
黄龍元年（229年）に孫権が即位すると、驃騎将軍・冀州牧となり、同年陸遜に代わり西陵都督も任された。直後、呉蜀の再同盟がなったため、冀州の牧は罷免されている。
驃騎将軍になった後、軍勢強化のため私兵を募ることを孫権に申し入れたところ、武昌において荊州の軍政を陸遜と共に預かっていた潘濬から警戒されたため、許可されなかったという。また、時期は不明だが張奮を推挙し軍事に携わらせたところ、張昭はこれを喜ばなかった。
孫権の太子の孫登は、陸遜達の輔佐を受けて武昌で政治に携わっていたが、あるとき歩騭に荊州の人物について意見を求めた。このため歩騭は、諸葛瑾・陸遜・朱然・呂岱・潘濬・裴玄・夏侯承・衛旌・李粛・周条・石幹など、荊州で功績を挙げた呉の人物を11名ほど列挙した後、斉や前漢での事例を挙げて賢人を用いるよう忠告した。
呂壱のような酷吏を重用するようになると、歩騭は顧雍・潘濬・諸葛瑾・陸遜達の忠言に耳を傾けるよう、孫権に対して熱心に説得した。このため孫権も後に呂壱を誅殺して群臣に詫びた。孫権にまた以前のような輔佐を求められると、当初は民政は担当外だとして、諸葛瑾・呂岱・朱然達とともにこの要請を黙殺したため、孫権に以前のような輔佐を嘆願されている。
歩騭は呂壱事件の後にも、孫権によく上奏し、日の目を見ずにいた者を救ったことがあったとされる。ただし、孫権に全てが聞き入れられたわけではなく、降伏者からの情報で魏が大江を堰き止めて呉を討つ計画があると聞いた時、上奏した上で孫権に対処を求めたところ、孫権に非現実的だとして一笑に付された話が掲載されている。赤烏2年（239年）には諸葛瑾とともに、周瑜の子の周胤の赦免を孫権に嘆願した。朱然や全琮も同調したため、孫権もその熱意に絆され周胤を許す気になったが、周胤は既に没していた。
赤烏4年（241年）の大規模な北伐（芍陂の役）にも、参戦していたとある。全琮や朱然の率いた軍が荊州と揚州を攻め、諸葛瑾とともに荊州方面に出撃し、柤中を占拠し、呉軍の進路の確保を行った。結局、戦果を挙げた両戦線の呉軍が撤兵した。
赤烏6年（243年）頃から、太子の地位を巡って孫和と孫覇が争うようになると（二宮事件）、歩騭は全琮や呂岱らとともに孫覇を支持し、孫和を支持した陸遜達と対立したという。しかし、歩騭伝や他の伝において具体的な動静は何一つ書かれていない。
赤烏7年（244年）、朱然と別々に上奏し、蜀は魏と通じて呉を攻めようとしていると言上したが、孫権は自分の判断で取り合わなかった。その後、これに果して孫権の思ったとおりであった。
赤烏8年（245年）に陸遜が没すると、翌赤烏9年（246年）その後を受けて丞相に就任した。丞相になっても質素な生活を送り、自身の勉強と子弟の教育に没頭したが、妻子には贅沢をさせていたため批判されたという。また、西陵での駐屯期間は20年にも達し、その威信は蜀からも敬意を払われたという。赤烏10年（247年）5月に死去した。
子の歩協が継ぎ、その後は孫の歩璣が継いだ。しかし軍事的な職務の継承は子の歩闡が務め、引き続き西陵の軍事を任された。鳳凰元年（272年）、歩闡は孫晧の暴政に不安を感じ晋に降伏し、呉に対して反乱を起こした。歩闡は数カ月に亘って籠城したが、頼みにしていた晋の援軍が陸抗によって大敗したため、結局鎮圧された。このため人質として晋に渡っていた孫の歩璿を除いて、一族皆殺しとなった。

## 人物
『三国志』の呉志に伝がある。『呉書』によると、歩氏は晋の大夫である楊氏に遡る一族で、歩の地に所領を持ったことから歩姓を称したという。先祖には孔子に師事したという歩叔乗（子車）という人物がいる。秦末漢初の動乱期に将軍となった一族が淮陰侯に封じられたため、以降は淮陰を本貫としたという。
歩騭が病気で官を免ぜられると、諸葛瑾や厳畯とともに呉郡に出てきた。彼ら三人は、それぞれに隠れなき名声をもって、一代の俊英だとされた。
韋昭は、「歩騭は広く哲学や諸芸をきわめて、深く通達しておらぬ方面はなかった。性格は鷹揚で沈着であって、謙虚に人を受け入れることができた。度量が大きく、喜怒の感情を表に出さなかった」と評価している。
裴松之は、歩騭は人を受け入れる器量と模範となる行動とによって、当時の世の中で有能な人物だとみなされる、と評価している。
博学多才で知られ、性格も冷静沈着で人当たりの良い一面があった。人物眼にも優れ、孫権に多くの有能な人物を推挙した歩騭の生き様は正史では陳寿や裴松之に讃えられている。潁川の周昭は、歩騭・諸葛瑾・厳畯・張承・顧邵の人物を比較し、賞賛する書物を残した。陳寿も周昭の評価を引用し、それに同意を示している。

## 逸聞
- 魏の降伏者から魏が長江を砂袋でせき止めて呉を攻める計画があると聞いたと孫権に上奏したところ、孫権は笑って「長江は天地開闢以来常に流れ続けている大河で、そんなものでせき止められるわけがない。もし出来たら牛千頭をごちそうしよう」と相手にしなかった[10]。

## 三国志演義
小説『三国志演義』では、謀略家の一面を垣間見せたり、孫権が招いた家臣の一人として名前が挙がる。赤壁の戦いの際の降伏派の家臣の一人として登場するが、諸葛亮に論破・罵倒されている。
また、夷陵の戦いの際、陸遜の抜擢を孫権に勧める闞沢の提案に対し、顧雍とともに陸遜の才能を過小評価し、その登用に反対している。